# 프란코 마리아 말파티

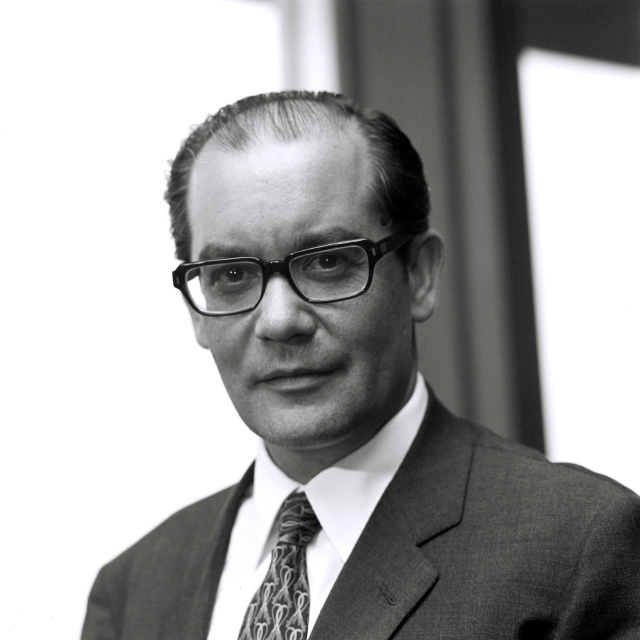
프란코 마리아 말파티

프란코 마리아 말파티(이탈리아어: Franco Maria Malfatti, 1927년 6월 13일 로마 ~ 1991년 12월 10일 로마)는 이탈리아의 정치인이다.

## 생애
13세기 말부터 14세기 초반까지 프랑스의 국왕으로 재위했던 필리프 4세의 후손이다. 이탈리아의 기독교 민주주의, 중도주의 정당인 기독교민주당의 당원을 역임하는 동안에 다양한 분야에서 활약했다. 1951년에는 청년당 대표, 1958년에는 움브리아주 리에티 대의원 의원으로 선출되었다.
1970년 7월 1일에는 유럽 경제 공동체의 집행위원회 위원장으로 선출되었지만 1972년 3월 1일 이탈리아에서 실시되는 선거에 출마하기 위해 사임했다. 1973년부터 1978년까지 이탈리아 교육부 장관, 1979년부터 1980년까지 이탈리아 외무부 장관을 역임했다. 1980년대에는 유럽 의회의 이탈리아 출신 의원단 대표를 역임했다.